# 穆瓦里湖
穆瓦里湖（法語：Lac de Moiry）是瑞士的水庫，位於該國西南部瓦萊州，面積1.4平方公里，集水區面積29平方公里，海拔高度2,249米，最大水深120米，蓄水量0.78億立方米。

## 外部連結

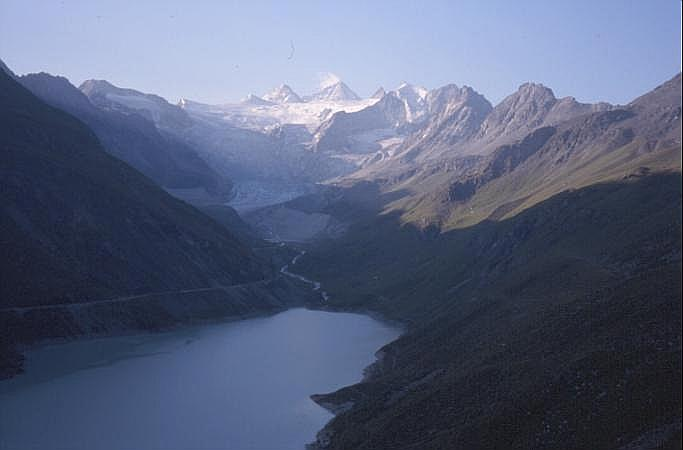

- Cycling profile to Lac de Moiry （页面存档备份，存于）

46°7′49″N 7°34′14″E / 46.13028°N 7.57056°E